# 72
72 ou 72 d.C. foi um ano bissexto da Era de Cristo, no século I que teve início a uma quarta-feira e terminou a uma quinta-feira, de acordo com o Calendário Juliano. as suas letras dominicais foram E e D.
| Ano completo                           |
| -------------------------------------- |
| Ano bissexto com início à quarta-feira |